# Herb Geller
Herbert Arnold Geller (2 de noviembre de 1928 – 19 de diciembre de 2013) fue un saxofonista de jazz americano, compositor y arreglista. Nació en Los Ángeles, California.

## Comienzos
Su madre, Frances (Fannie Fullman; 1899–1980) trabajaba en los cines de barrio de Hollywood tocando el piano, acompañando las películas mudas. A la edad de 8 años Geller comenzó a tocar el saxo alto. Dos años más tarde empieza con el clarinete. Geller asistió al Dorsey High School en la parte sur de Los Ángeles y se unió a la banda escolar qué, entre otros, incluía a los músicos Eric Dolphy y Vi Redd. A la edad de 14 años, asistió a la actuación de Benny Carter en el Orpheum Theatre en Los Ángeles y quedó tan impresionado que decidió seguir una carrera en música, especializado en el saxo alto. Dos años más tarde, tuvo su primer compromiso profesional en la banda del violinista de jazz Joe Venuti.
Poco más tarde descubre la música de Charlie Parker, quién fue un ídolo importante para él,  junto con Benny Carter y Johnny Hodges. En 1949 Geller fue a Nueva York por primera vez, donde actuó en las bandas de Jack Fina, (con Paul Desmond también en la sección de saxo), Claude Thornhill, Jerry Wald y Lucky Millinder. Durante este tiempo conoce a la pianista Lorraine Walsh en Los Ángeles. Walsh más tarde se convierte en su mujer y en un socio musical importante. Ella sigue una carrera propia bajo su nombre.

## Carrera
Después de tres años en Nueva York, Geller se unió a la orquesta de Billy May en 1952 y siguiendo un compromiso en Los Ángeles, los Gellers regresaron allí para vivir.  Entre los grupos que trabajan y graban con ellos figuran los de Shorty Rogers, Maynard Ferguson, Bill Holman, Shelly Manne, Marty Paich, Barney Kessel, André Previn, Quincy Jones, Wardell Gray, Jack Sheldon y Chet Baker. 
Lorraine trabajó como pianista de la casa en el Lighthouse Jazz Club y tocó con Miles Davis, Dizzy Gillespie, Charlie Parker, Stan Getz, Zoot Sims, Jack Teagarden, Bill Holman. También fue la acompañante de la cantante Kay Starr. 
Geller grabó tres discos como líder para Emarcy, más algunos con Dinah Washington, Max Roach, Clifford Brown, Clark Terry, Maynard Ferguson y Kenny Drew.
En 1955 gana el "New Star Award" de Down Beat y consiguió reconocimiento universal a través de sus registros con Clifford Brown. Más tarde Geller trabaja en las bandas de Louie Bellson y Benny Goodman.
Lorraine Geller murió de un ataque de asma agudo en 1958. Profundamente deprimido, Herb Geller decidió durante un tour a través de Brasil, con la Orquesta de Benny Goodman, no regresar a los Estados Unidos, sino quedarse en São Paulo seis semanas tocando Bossa Nova en un club local y después partir en barco para Europa.

## Europa
Llegado a París, Geller toca con Kenny Clarke, Kenny Drew, el pianista francés Marcial Solal y guitarrista belga René Thomas entre otros y también actúa en un espectáculo radiofónico francés, Musique Aux Champs-Elysées.
En 1962 le ofrecieron un trabajo con la big band de la Radio del Sector americano (RIAS) de Berlín. Acepta este compromiso y actúa allí junto con otros americanos expatriados en Europa como Benny Bailey, Joe Harris y Nat Peck, así como con músicos europeos como Jerry van Rooyen, Ake Persson y Francy Boland. En Berlín conoce a su segunda mujer, Christine Rabsch. Geller se quedó allí tres años y después aceptó un contrato para tocar el saxo alto líder y también arreglar para la big band de la NDR en Hamburgo. Aquí permaneció comprometido durante 28 años e hizo de Hamburgo su casa. Durante ese tiempo la big band de la NDR se desarrolla de una orquesta de baile de la posguerra a una importante agrupación del jazz moderno. La lista inacabable de participaciones de músicos varía de Don Byas, Joe Pass, Slide Hampton, Bill Evans, Red Mitchell, Art Farmer, Georgie Fame y Chet Baker a músicos de vanguardia y fusión/rock e incluyó a casi todos los nombres mayores del jazz europeo.
Durante su trabajo en la NDR, Geller también estaba ocupado con otras actividades, incluyendo sus producciones propias y giras. Durante este tiempo también participó en registros y trabajó con artistas famosos como Ray Charles, Ella Fitzgerald, Peter Herbolzheimer y George Gruntz, entre otros.
Durante su periodo en la NDR, también ha aprendido y actuado con otros instrumentos de viento, incluyendo clarinete, flauta, flauta alto, flauta grave, piccolo flauta, oboe y corno inglés. Con la flauta ha tocado y grabado con Bill Evans y el guitarrista brasileño Baden Powell.
También compone la música y las letras de dos musicales: Tocando Jazz (una autobiografía musical) y Jazzy Josie B. (Basado en la vida de Josephine Baker).
En 1996 el Senado del Gobierno de Hamburgo le dio el título de "Profesor". Enseñó en la Hochschule für Musik en Hamburgo hasta su jubilación. Continuó enseñando improvisación de jazz y composición ocasionalmente, haciendo seminarios en varios institutos nacionales e internacionales. Escribió un método de improvisación que llamó "crossover" para Schott and Sons.
Geller actuó regularmente en Alemania y en el extranjero como solista en festivales y clubs en varias formaciones que incluyen algunas big bands, así como con diversos intérpretes como Knut Kiesewetter, Lennie Niehaus, Jiggs Whigham, Rolf Kühn, Slide Hampton, Buddy DeFranco, Lew Soloff, Charlie Mariano y Jan Lundgren. Estaba muy orgulloso de su amistad con Benny Carter, su héroe de adolescente, con quien grabó y actuó. Geller participó en las celebraciones del Hollywood Bowl para el nonagésimo cumpleaños de Carter en 1997. En 2008 se integró en la Orquesta de Jazz de Berlín para el DVD (Polydor/Universal) Desconocidos en la Noche - La Música de Bert Kaempfert el cual fue publicado en 2012.
Geller murió de neumonía en un hospital en Hamburgo, Alemania, a los 85 años, el 19 de diciembre de 2013. Había seguido tratamiento los 12 meses anteriores para una forma de linfoma. Está enterrado en el Forest Lawn Memorial Park en Glendale, California.

## Discografía

### Como líder
- 1954: The Herb Geller Sextette – EmArcy
- 1955: Outpost Incident – EmArcy
- 1955: The Gellers – EmArcy
- 1957: Fire In The West – Jubilee
- 1959: Gypsy – Capitol
- 1963: Alto Saxophone (Josie Records)
- 1975: Rhyme and Reason / Herb Geller Octet Featuring Mark Murphy & Earl Jordan – Atlantic
- 1975: American In Hamburg – Nova
- 1984: Hot House (Circle)
- 1984: Fungi Mama (Circle)
- 1986: A Jazz Songbook – Enja
- 1989: Stax Of Sax – Fresh Sound (reissue from 1958)
- 1990: That Geller Feller – Fresh Sound (reissue from 1957)
- 1993: Herb Geller Quartet – V.S.O.P.
- 1996: Birdland Stomp – Fresh Sound
- 1996: Herb Geller Plays (Import- Japan Remastered- Limited Edition) Verve
- 1996: Plays The Al Cohn Songbook – HEP
- 1997: Playing Jazz – Fresh Sound
- 1998: You're Looking At Me – Fresh Sound
- 1998: I'll Be Back – HEP
- 1999: Hollywood Portraits – HEP
- 2002: To Benny And Johnny – HEP
- 2005: The Herb Geller Sextette – Membran Music (reissue from 1954)
- 2005: The Gellers – Membran Music (reissue from 1955)
- 2006: Herb & Lorraine Geller: Two Of A Kind – Complete Recordings 1954–1955 (reissue)
- 2006: Plays The Arthur Schwartz Songbook – HEP
- 2007: Herb Geller at the Movies – HEP

### Como sideman
Con Chet Baker
- The Trumpet Artistry of Chet Baker – Pacific Jazz (1953)
- Grey December – Pacific Jazz (1992; reissue from 1953)
- My Favourite Songs Vols. 1 and 2: The Last Great Concert – Enja (1988)
- My Funny Valentine  – Philology
- Pacific Jazz Years – Capitol
- The Best of Chet Baker Plays – Capitol (1992)

Con Louie Bellson
- The Brilliant Bellson Sound (Verve, 1959)

Con Clifford Brown
- Best Coast Jazz – Emarcy (1954)
- Clifford Brown All Stars (1954)

Con Maynard Ferguson
- Jam Session featuring Maynard Ferguson (EmArcy, 1954)
- Jam Session - with Clifford Brown and Clark Terry (EmArcy, 1954)
- Dimensions (EmArcy, 1955)
- Maynard Ferguson Octet (EmArcy, 1955)
- Around the Horn with Maynard Ferguson (EmArcy, 1956)

Con Barney Kessel
- Carmen (Contemporary, 1959)

Con Dinah Washington
- Dinah! (1956)
- Dinah Jams (1954)

Con Ella Fitzgerald
- Ella Fitzgerald Canta el Cole Porter Songbook (1956)

Con otros
- Bravissimo II – 50 Years NDR Bigband – ACT (1998)
- Mel Tormé, Mel Tormé Collection – Rhino (1996)
- Anita O'Day, Compact Jazz – Verve (1993)
- Various Artists, The Complete Cole Porter Songbooks – Verve (1993)
- Blue Night Special Milan (1993)
- Rolf Kühn, Big Band Connection – Milan (1993)
- Various Artists, Compact Jazz: Best of the Jazz Vocalists – PolyGram (1992)
- Various Artists, RCA Victor Jazz: the First Half- century – the Twenties through the Sixties – RCA (1992)
- Quincy Jones, This Is How I Feel About Jazz – GRP (1992)
- Anita O‘Day, Anita O‘Day Sings the Winners – Verve (1991)
- Benny Goodman, Yale Recordings, Vols. 1- 6 – Musicmasters (1991)
- Marty Paich, The Picasso of Big Band Jazz – Candid (1990)
- Phil Wilson, The Wizard of Oz Suite – Capri (1989)
- Benny Carter, Over the Rainbow – Musicmasters (1988)
- Art Pepper, Art Pepper + Eleven: Modern Jazz Classics – Original Jazz Classics (1959)
- Art Pepper, Art Pepper, Plus Eleven – Analogue Productions (1959)
- All That Jazz (The Hi-Los) – Collectors‘ Series (1995)
- Bill Holman, In a Jazz Orbit – V.S.O.P. (1958)
- Jimmy Rowles, Weather In A Jazz Vane – V.S.O.P (1958)
- Benny Goodman, Yale Recordings, Vol. 8 – Musicmasters (1957)
- John Williams, Here's What I'm Here For – Discovery / Antones (1957)
- Don Fagerquist, Music to Fill a Void – V.S.O.P (1957)
- Anita O'Day, Pick Yourself up with Anita O'Day – Verve (1956)
- Benny Goodman, B.G. World Wide – TCB Music/SWI (1956)
- Bill Holman, The Bill Holman Octet – Capitol (1954)
- Lorraine Geller, Lorraine Geller Memorial – Fresh Sound (1954)
- Various Artists, The Best of Chess Jazz – MCA (1950)
- Various Artists, Best of the Big Bands: Compact Jazz – Verve
- Jazz‚ 'Round Midnight (Saxophone) – Verve
- Benny Goodman, Swing Swing Swing, Vol. 1- 5 Musicmaster
- Ralph Pena, Master Of The Bass – V.S.O.P.
- Manny Albam Jazz Lab Vol. 12 – MCA Coral (1957)
- Manny Albam, Jazz Greats of Our Time, Vol.2. – Coral
- John Graas Septet And Nonet Jazz Lab Vol. 19 – MCA Coral
- Klaus Weiss Orchestra, I Just Want to Celebrate – BASF (1971)
- Herbie Fields, Jazz Lab. Vol.9 – MCA Coral (1954)
- Jack Millman, Jazz Lab. Vol. 11 – MCA Coral (1955)
- Gene Krupa and His Orchestra, That Drummer's Band – Verve
- Benny Goodman Orchestra, Santiaga De Chile 1961 – TCB Records
- Clarke – Boland Big Band, Change Of Scenes – Ex Libris (1971)
- Americans in Europe Vol. 1 – Impulse (1963)
- The Alpin Power Plant Recorded in Switzerland – MPS (1972)
- Peter Herbolzheimer Rhythm Combination and Brass, Wide Open – MPS (1973)
- Peter Herbolzheimer Rhythm Combination and Brass, Peter Herbolzheimer Masterpieces – MPS
- Shelly Manne, Shelly Manne & His Men Play Peter Gunn – Contemporary (1959)
- Shorty Rodgers And His Giants, A Portrait Of Shorty – RCA
- Howard Rumsey, Howard Rumsey's Lighthouse Allstars – OJC – Fantasy
- Stan Kenton‘s Small Group, Plays Bob Graetinger: City Of Glass – Capitol
- Klaus Weiss Orchestra, Live At The Domicile – ATM Records
- Bill Smith Quintet, Americans In Europe – Impulse
- Bob Florence And His Orchestra, Name Band: 1959 – Fresh Sound
- Barney Kessel And His Orchestra, Barney Kessel Plays Carmen – OJC Fantasy
- Jan Lundgren Trio with Herb Geller, Stockholm Get Together – Fresh Sound (1994)
- Nils Gessinger, Ducks 'N Cookies – GRP (1995)
- Wolfgang Schlüter with The NDR Big Band, Good Vibrations – Extra Records And Tapes
- Inga Rumpf With The NDR Big Band, It‘s A Man‘s World – Extra Records And Tapes
- Earle Spencer (1949)